# Kansas City Chiefs 1978
La stagione 1978 dei Kansas City Chiefs è stata la nona nella National Football League e la 19ª complessiva. La squadra assunse dalla Canadian Football League il nuovo capo-allenatore Marv Levy, il terzo della sua storia, e questi iniziò a ringiovanire il roster, partendo da un'anziana difesa. Il running back Ed Podolak, all'epoca leader di tutti i tempi della franchigia per yard corse, si ritirò il 15 giugno.

## Roster
| Roster dei Kansas City Chiefs nel 1978 |
| --- |
| Quarterback - 11 Tony Adams - 10 Mike Livingston Running Back - 22 Ted McKnight FB - 21 Arnold Morgado - 32 Tony Reed - 42 MacArthur Lane FB Wide Receiver - 80 Larry Dorsey - 89 Henry Marshall - 86 J.T. Smith - 82 Bill Kellar Tight End - 85 Ed Beckman - 81 Tony Samuels - 88 Walter White Offensive Linemen - 56 Charlie Ane C - 65 Tom Condon G - 77 Charlie Getty T - 60 Matt Herkenhoff T - 70 Jim Nicholson T - 58 Jack Rudnay C - 73 Bob Simmons G - 76 Rod Walters G Defensive Linemen - 75 Sylvester Hicks DE - 71 Dave Lindstrom DE - 74 Jeff Lloyd DE - 61 Don Parrish DT - 67 Art Still DE Linebacker - 54 Jimbo Elrod - 52 Thomas Howard Sr. - 51 Charles Jackson - 64 Whitney Paul - 55 Dave Rozumek - 50 Clarence Sanders - 59 Gary Spani Defensive Back - 25 Gary Barbaro FS - 48 Ted Burgmeier - 41 Herb Christopher SS - 44 Tim Collier CB - 46 Tim Gray SS - 24 Gary Green CB Special Team - 7 Zenon Andrusyshyn P - 3 Jan Stenerud K                             |
| Legenda - I rookie sono in corsivo. - Il primo ruolo è il principale mentre gli eventuali successivi indicano i ruoli secondari. - (IR) sta per Injured Reserve ed indica la lista ristretta per un solo giocatore infortunato che può tornare ad allenarsi dopo la settimana 6 e a rientrare in prima squadra dopo che questa ha giocato 8 partite. - (NF-Inj.) / (NF-Ill.) stanno rispettivamente per Non-Football Injured e Non-Football Illness ed indicano le liste dove viene inserito un giocatore che ha un infortunio o una malattia non dipendente dal football americano. - (PUP) sta per Physically Unable to Perform ed indica la lista dove viene inserito un giocatore mentre è in attesa di recuperare la condizione fisica. Nella stagione regolare dopo la sesta partita giocata dalla propria squadra, il giocatore ha tempo tre settimane per riprendere ad allenarsi, più tre settimane aggiuntive dal suo rientro agli allenamenti per rientrare in prima squadra. |

## Calendario
| Stagione regolare |                   |                        |           |          |
| Turno             | Data              | Avversario             | Risultato | Pubblico |
| 1                 | 3 settembre 1978  | at Cincinnati Bengals  | V 24–23   | 41,810   |
| 2                 | 10 settembre 1978 | Houston Oilers         | S 20–17   | 40,213   |
| 3                 | 17 settembre 1978 | at New York Giants     | S 26–10   | 70,546   |
| 4                 | 24 settembre 1978 | Denver Broncos         | S 23–17   | 60,593   |
| 5                 | 1º ottobre 1978   | at Buffalo Bills       | S 28–13   | 47,310   |
| 6                 | 8 ottobre 1978    | Tampa Bay Buccaneers   | S 30–13   | 38,201   |
| 7                 | 15 ottobre 1978   | at Oakland Raiders     | S 28–6    | 50,759   |
| 8                 | 22 ottobre 1978   | Cleveland Browns       | V 17–3    | 41,157   |
| 9                 | 29 ottobre 1978   | at Pittsburgh Steelers | S 27–24   | 48,185   |
| 10                | 5 novembre 1978   | Oakland Raiders        | S 20–10   | 75,418   |
| 11                | 12 novembre 1978  | at San Diego Chargers  | S 29–23   | 41,395   |
| 12                | 19 novembre 1978  | Seattle Seahawks       | S 13–10   | 35,252   |
| 13                | 26 novembre 1978  | San Diego Chargers     | V 23–0    | 26,248   |
| 14                | 3 dicembre 1978   | Buffalo Bills          | V 14–10   | 25,781   |
| 15                | 10 dicembre 1978  | at Denver Broncos      | S 24–3    | 74,149   |
| 16                | 17 dicembre 1978  | at Seattle Seahawks    | S 23–19   | 58,490   |

## Classifiche
| AFC West           |    |    |   |      |     |      |     |     |     |
|                    | V  | S  | P | %    | DIV | CONF | PF  | PS  | STR |
| Denver Broncos(3)  | 10 | 6  | 0 | .625 | 7–1 | 8–4  | 282 | 198 | S1  |
| Oakland Raiders    | 9  | 7  | 0 | .563 | 3–5 | 5–7  | 311 | 283 | V1  |
| Seattle Seahawks   | 9  | 7  | 0 | .563 | 4–4 | 6–6  | 345 | 358 | V1  |
| San Diego Chargers | 9  | 7  | 0 | .563 | 5–3 | 7–5  | 355 | 309 | V3  |
| Kansas City Chiefs | 4  | 12 | 0 | .250 | 1–7 | 4–10 | 243 | 327 | S2  |